# 전바오섬

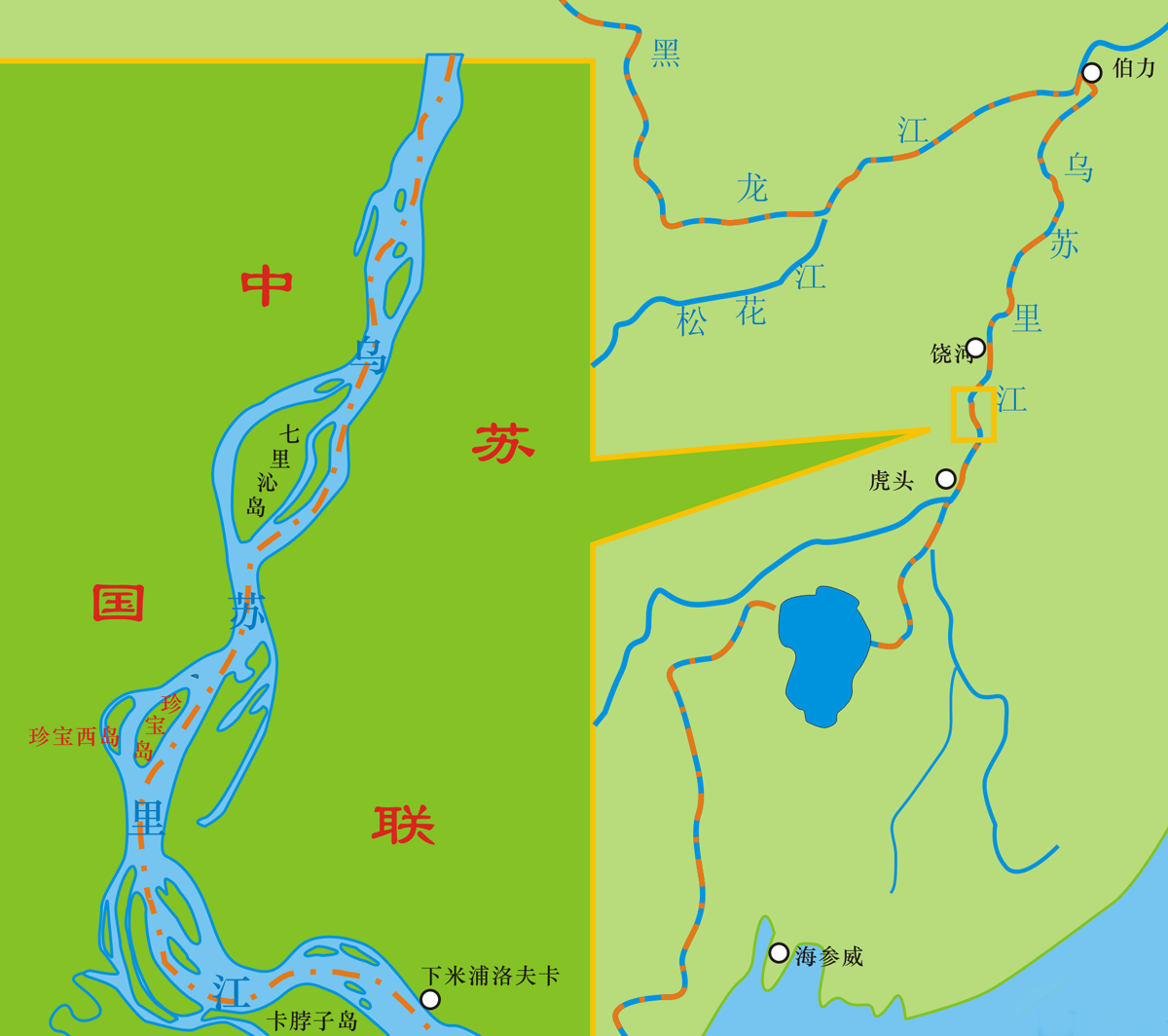
전바오섬 (섬 이름을 붉은 글씨로 기재)

전바오섬(진보도, 중국어 정체자: 珍寶島, 간체자: 珍宝岛, 병음: zhēnbǎo dǎo, 직역: Treasure Island) 또는 다만스키섬(러시아어: о́стров Дама́нский)은 우수리강에 있는 면적 0.74km2, 길이 1,700m, 폭 500m의 작은 섬이다. 이 섬은 중국과 러시아 사이에 위치해 있으며, 중국 측 연안(沿岸)에서 200m, 러시아 측 연안에서 300m 떨어져 있다. 2011년에는 람사르 협약에 따른 습지로 등록되었다.

## 영토 문제
1860년 베이징 조약(北京條約)으로 우수리강이 청나라와 러시아 제국의 국경이 되면서 연해주(프리모르스키 지방)가 러시아 영토가 되었다. 그러나, 전바오섬과 같은 우수리강의 하중도(河中島)에 대한 영유권은 정해져 있지 않았고, 1960년대 중소 분쟁(中蘇紛爭)의 와중에 1969년 3월 중국 인민해방군과 소련군이 충돌한 전바오섬 사건(러시아명: 다만스키섬 사건)이 발생해 중소 국경 분쟁이 있었다.
이후에도 양국 모두 이 섬에 대한 영유권을 주장하다가, 1991년 5월 16일에 중국과 소련은 국경 협정을 체결해 이 섬이 중국의 영토라는 데에 합의하고 영토 문제를 해결하였다. 현재 이 섬은 중국 헤이룽장성(黑龍江省) 지시시 후린시(虎林市)에 속한다.

## 같이 보기
- 중소 국경 분쟁
- 베이징 조약
- 우수리강
- 볼쇼이우수리스키섬(중국명: 헤이샤쯔섬)